# Tân Bình, Tân Thạnh
Tân Bình là một xã thuộc huyện Tân Thạnh, tỉnh Long An, Việt Nam.
Xã Tân Bình có diện tích 28,6 km², dân số năm 1999 là 2321 người, mật độ dân số đạt 81 người/km².